# Ношульське сільське поселення
Ношу́льське сільське поселення (рос. Ношульское сельское поселение) — муніципальне утворення у складі Прилузького району Республіки Комі, Росія. Адміністративний центр — село Ношуль.
2008 року було ліквідовано присілок Тилай, 2015 року — селище Верхня Седка. 2016 року до складу округу була включена територія ліквідованих Ваймеського сільського поселення (селища Бедьвож, Ваймес, Велдор'я) та Верхньолузького сільського поселення (село Верхолузьє, присілки Оньмесь, Чорнушка).

## Населення
Населення — 2114 осіб (2017, 2545 у 2010, 3371 у 2002, 4140 у 1989).

## Склад
До складу поселення входять такі населені пункти:
| Населений пункт       | Населення, осіб (1989) | Населення, осіб (2002) | Населення, осіб (2010) |
| --------------------- | ---------------------- | ---------------------- | ---------------------- |
| Бедьвож, селище       | 103                    | 74                     | 45                     |
| Ваймес, селище        | 422                    | 353                    | 252                    |
| Велдор'я, селище      | 247                    | 194                    | 118                    |
| Верхня Седка, селище  | 102                    | 96                     | -                      |
| Верхолузьє, село      | 315                    | 215                    | 122                    |
| Климовська, присілок  | 10                     | 5                      | 2                      |
| Ліхачовська, присілок | 114                    | 111                    | 74                     |
| Ловля, присілок       | 13                     | 5                      | 3                      |
| Ношуль, село          | 1279                   | 1207                   | 1119                   |
| Оньмесь, присілок     | 412                    | 286                    | 126                    |
| Орись, селище         | 264                    | 201                    | 123                    |
| Сепсікт, присілок     | 25                     | 4                      | 8                      |
| Сидор-Чой, присілок   | 9                      | 10                     | 7                      |
| Тилай, присілок       | 6                      | 2                      | -                      |
| Чекша, селище         | 559                    | 416                    | 369                    |
| Чорнушка, присілок    | 22                     | 9                      | 1                      |
| Яковлевська, присілок | 238                    | 183                    | 176                    |